# Всё или ничего (фильм, 2018)
«Всё и́ли ничего́» — российский комедийный приключенческий фильм режиссёра Дмитрия Суворова. 22 октября 2018 года вышел трейлер. Премьера фильма в России состоялась 29 ноября 2018 года.
Слоган фильма: «Достал начальник? Хватит это терпеть!».

## Сюжет
Трое менеджеров (Алексей, Никита, Артём) объединяются в попытке свергнуть обнаглевшего начальника (Дмитрий), который обворовывает компанию, при этом сокращает своим сотрудникам зарплаты и ограничивает социальный пакет. Друзья разрабатывают план, как выкрасть 50 миллионов и диктофон у босса, чтобы восстановить справедливость. Никто из них не имел дела с настоящим криминалом. Cудьба сводит героев с бывалым домушником (Денис), который помогает офисным клеркам. Настоящим хозяином мешка с деньгами оказывается совсем не тот, на кого охотились герои — у них начинаются реальные проблемы с криминальным миром. Учредитель (Болеслав Викторович) убивает бизнесмена, которому предназначались деньги. При задержании полицейские ранят Никиту в ногу.

## В ролях
- Кирилл Каганович — Алексей
- Роман Курцын — Никита
- Данила Якушев — Артём
- Артур Смольянинов — Денис
- Сергей Бурунов — Николай
- Юрий Стоянов — Болеслав Викторович
- Андрей Стоянов — Дмитрий
- Владимир Епифанцев — Влад
- Роман Мадянов — Валерий
- Анна Бачалова — Наташа
- Василий Кортуков — Константин
- Евгения Ахременко — Люба
- Екатерина Соломатина — Валя
- Елена Беркова — Анжела

## Отзывы
Фильм получил смешанные оценки кинокритиков. Обозреватель InterMedia Денис Ступников писал: «Радует попытка режиссёра избежать штампов в прорисовке характеров героев. Приторный финал, конечно, положен такому фильму по закону жанра. Присутствует он и здесь, но в заметно редуцированном виде. Ведь уже во время титров внимательный зритель обратит внимание на одну аллюзию, позволяющую считать „Все или ничего“ своеобразным прологом к „Левиафану“ Андрея Звягинцева. Раз уж эти герои превратятся в таких монстров, ни о каком хэппи-энде не может быть и речи». Обозреватель Кино Mail.ru Борис Гришин отметил, что «лента снята строго в духе предыдущих работ Дмитрия Суворова — очень динамичная камера, быстрый лихой монтаж, грубоватый прямолинейный юмор, рассчитанный на любителей всевозможных стендап-шоу и КВН. Главной же проблемой этой комедии является то, что она не очень смешная — и герои, и их обстоятельства настолько искусственные и неживые, что не вызывают даже улыбки». Обозреватель КиноАфиши Дмитрий Бортников писал: «Иногда у каждого может возникнуть желание просто снять кино. Надергать самых своих любимых моментов, примотать их скотчем друг к другу и показать всем-всем-всем. Примерно этим и занялись создатели кинопроекта „Все или ничего“, который в народе можно смело окрестить „Ничего, ребята, переживали мы и худшие примеры копирайта“».